# New Rose
«New Rose» es el primer sencillo del grupo inglés The Damned, lanzado el 22 de octubre de 1976. Fue el primer sencillo de un grupo de punk británico, y fue lanzado en Holanda, Alemania y Francia en 1977.
Escrita por el guitarrista Brian James, "New Rose" fue lanzada por la Stiff Records. La cara B es una versión de "Help!" de The Beatles, realizada dos veces más rápido que la versión original de The Beatles. Ambas canciones son interpretadas frecuentemente en los shows en vivo de The Damned, y aparecen en diversas recopilaciones, y "New Rose" se incluyó en el álbum debut del grupo Damned Damned Damned. 
El sencillo fue reeditado por Stiff de Damned 4 Pack. Una versión en CD fue publicado en el box set Stiff Singles 1976-1977 de Castle Music en 2003. "Help!" también aparece en Greatest Hits Stiffs.

## Otras versiones
- Guns N' Roses grabó una versión en su álbum de estudio The Spaghetti Incident?
- La banda de covers, The Dumfux - Corey Taylor, a menudo realiza esta canción en vivo.
- Poison Idea hace una versión en su álbum "Pajama Party"
- Eagles of Death Metal interpretó esta canción en un concierto en Dublín el 29 de agosto de 2007.
- Virgina Oi! Band ha interpretado esta canción 3 veces en conciertos entre 2006 y 2008.
- El guitarrista y cantante japonés Hide de X Japan hizo un cover de la canción en su gira en solitario, Hide Our Psychommunity tour 1994.
- Otras bandas japonesas como Kuroyume y J de Luna Sea también ha interpretado esta canción.
- Tanto la banda Blondie como su cantante Debbie Harry como solista han tocado esta canción en vivo en múltiples ocasiones.

## Lista de temas
1. «New Rose» (James) - 2:46
2. «Help!» (Lennon, McCartney) - 1:43

## Créditos de producción
- Productor: Nick Lowe

- Músicos:
  - Dave Vanian — voz
  - Brian James — guitarra
  - Captain Sensible — bajo
  - Rat Scabies — batería